# Homosexualität und römisch-katholische Kirche
Homosexualität und römisch-katholische Kirche behandelt das Themengebiet Homosexualität und Christentum im Kontext der katholischen Soziallehre, Anthropologie, Sexualethik und Moraltheologie der römisch-katholischen Kirche.
Beim Begriff der Homosexualität unterscheidet die kirchliche Lehre zwischen der Neigung zu gleichgeschlechtlichen Partnern und daraus resultierenden Handlungen. Eine homosexuelle Neigung gilt als „objektiv ungeordnet“, weil sie zwar „in sich nicht sündhaft“ sei, aber „eine mehr oder weniger starke Tendenz, die auf ein sittlich betrachtet schlechtes Verhalten ausgerichtet ist“, begründe. Homosexuelle Handlungen dagegen werden als „moralische Unordnung“ betrachtet, die der „schöpferischen Weisheit Gottes entgegenstehen“ und dem Naturrecht widersprechen, weil die „Weitergabe des Lebens“ beim Geschlechtsakt ausgeschlossen bleibt. Sie entsprängen keiner „wahren affektiven und geschlechtlichen Ergänzungsbedürftigkeit“ und wären daher „in keinem Fall zu billigen“.
Nach katholischem Verständnis besteht eine Ehe aus Mann und Frau; die gleichgeschlechtliche Ehe wird sowohl im kirchlichen Verständnis des Ehesakraments, aber auch als rein staatliche Zivilehe abgelehnt. Gleichgeschlechtliche Partnerschaften gelten als ungeeignete Umgebung für die Erziehung von Kindern, Legalisierungsbestrebungen als schädlich für die Gesellschaft.

## Kirchliches Lehramt
Die katholische Lehre verurteilt homosexuelle Handlungen als unmoralisch, gleichzeitig fordert sie, homosexuellen Menschen mit „Achtung, Mitleid und Takt zu begegnen“ und sie nicht „in irgend einer Weise ungerecht zurückzusetzen“. Neigung zur Homosexualität unterliege keiner bewussten Entscheidung und wird daher nicht als Sünde betrachtet, zu der nach katholischer Lehre der freie Entschluss zu sündigen gehört. Allerdings geht damit eine „Tendenz, die auf ein sittlich betrachtet schlechtes Verhalten ausgerichtet ist“, einher, sodass „die Neigung selbst als objektiv ungeordnet angesehen werden [muss]“.
Homosexuelle Handlungen gelten wie alle Handlungen, die sich nicht dem höheren Gut der Liebe in der Ehe unterordnen (Masturbation, künstliche Empfängnisverhütung), sowie jede Begierde zur Sünde als objektiv falsch und moralisch schlecht.
Auslegungen, die dieser Lehre widersprechen und Pressionsgruppen, die fordern, dass die katholische Kirche ihre Lehre bezüglich Homosexualität ändern solle, werden strikt abgelehnt. Jedoch werden die Bischöfe ermutigt, Seelsorgeformen zu unterstützen, die homosexuelle Personen auf allen Ebenen ihres geistlichen Lebens fördern, und die christliche Gemeinschaft ist aufgefordert, ihren homosexuellen Brüdern und Schwestern beizustehen, ohne sie zu enttäuschen oder in die Isolation zu treiben.

### Persona humana
Die Kongregation für die Glaubenslehre veröffentlichte 1975 die Erklärung Persona humana, in der die Grundlagen der Sexuallehre der katholischen Kirche entfaltet werden. Darin wird die Sexualität des Menschen als zentrales Element der Persönlichkeit beschrieben, das dem menschlichen Leben seine grundsätzlichen, differenzierenden Charaktereigenschaften verleiht.
Aus der Finalität (Zeugung) erhalte der Akt der leiblichen Hingabe seine Würde und ohne diese stehe Homosexualität im Widerspruch zur Funktion der Sexualität in der natürlichen Ordnung, wie sie die Kirche in der Naturrechtslehre des Thomas von Aquin lehrt. Daher seien „homosexuellen Handlungen in sich nicht in Ordnung“ und ihre Akzeptanz widerspreche der kirchlichen Lehre und der Moral. Konstitutiv gehöre zur natürlichen Ordnung die Verschiedenheit der Geschlechter. Die Geschlechtslust sei dann ungeordnet, „wenn sie um ihrer selbst willen angestrebt und dabei von ihrer inneren Hinordnung auf Weitergabe des Lebens und auf liebende Vereinigung losgelöst wird.“ Danach finde die Sexualität ihren Sinn und ihre Würde nur in der Ehe und nur dann, wenn sie grundsätzlich auf Fortpflanzung ausgerichtet ist.
Bezug genommen wird auf eine Unterscheidung zwischen Menschen, „deren Neigung sich von einer falschen Erziehung, von mangelnder sexueller Reife“ oder anderen nicht-biologisch begründeten und als heilbar bezeichneten Ursachen herleitet und solchen, „die durch eine Art angeborenen Trieb oder durch eine pathologische Veranlagung“ unheilbar homosexuell sind. Die Meinung, dass diese zweite Kategorie aufgrund ihrer natürlichen Ursache „als Rechtfertigungsgrund für ihre homosexuellen Beziehungen in einer eheähnlichen aufrichtigen Lebens- und Liebesgemeinschaft“ angesehen werden kann, wird abgelehnt, weil eine moralische Rechtfertigung nicht allein davon abhängen könne, dass die „Handlungen als mit ihrer persönlichen Verfassung übereinstimmend erachtet würden“, während sie nach der „objektiven sittlichen Ordnung“ „ihrer wesentlichen und unerläßlichen Regelung beraubt“ seien.
Dass Homosexualität als „Anomalie“ bezeichnet wird, unter der Homosexuelle leiden, kritisiert Jeffrey Siker als negative sprachliche Konnotation und zeichnet einen Kontrast zu neutraleren oder gar positiven Interpretationen homosexueller Orientierung in den folgenden Jahren.
Im Schreiben der Kongregation für die Glaubenslehre an die Bischöfe der katholischen Kirche Über die Seelsorge für homosexuelle Personen von 1986 wies Joseph Ratzinger darauf hin, dass die Beschreibung homosexueller Handlungen als intrinsisch ungeordnet („in sich nicht in Ordnung“) teilweise missinterpretiert wurde, dass damit homosexuelle Neigungen als „indifferent oder sogar gut“ hingestellt würden. Dies sei jedoch eine „über die Maßen wohlwollende Auslegung“ und er stellt klar, dass bereits eine homosexuelle Neigung „objektiv ungeordnet“ sei. Diese Formulierung wurde auch im Katechismus übernommen.

### Katechismus
Im Katechismus der Katholischen Kirche (KKK) ist dem Thema der Abschnitt Keuschheit und Homosexualität (2357–2359) gewidmet. Dieser beruft sich auf Persona humana, die biblischen Texte Gen 19,1–29 , Röm 1,24–27 , 1 Kor 6,10  und 1 Tim 1,10  und die lebendige Tradition der Kirche, deren enge Verbindung in Dei verbum betont wird.
In Absatz 2359 lehrt der Katechismus, dass für Homosexuelle das Leben in Keuschheit und in Annäherung an die christliche Vollkommenheit „vielleicht auch mit Hilfe einer selbstlosen Freundschaft“ bewältigt werden könne.
In der vorläufigen Fassung von 1992 wurde Homosexualität noch als eine „nicht selbstgewählte Veranlagung“ bezeichnet, in der maßgeblichen Fassung von 1997 als „tiefsitzende Tendenz“, deren psychische Entstehung weitgehend ungeklärt ist; diese „Neigung“, die „objektiv ungeordnet“ sei, stelle für die meisten Betroffenen eine Prüfung dar. Der Katechismus rät, homosexuellen Menschen „mit Achtung, Mitgefühl und Takt zu begegnen. Man hüte sich, sie in irgend einer Weise ungerecht zurückzusetzen“ (Nr. 2358).
In der Differenzierung von lässlichen Sünden, Todsünden und himmelschreienden Sünden im Katechismus zählt nach KKK 1867 die Sünde der Sodomiter mit Verweis auf Gen 18,20  und Gen 19,13  (nicht aber auf Gen 19,5 ) zu letzteren und ist damit als schwerwiegende Störung der sittlichen Ordnung gekennzeichnet. Bei der „Sünde der Sodomiter“ handelt es sich nach Johannes M. Schwarz (2005) um „Sodomie“, Pädophilie und homosexuelle Akte. Nach Joseph Schumacher (2005) zählen Homosexualität, Päderastie und Bestialität (Zoophilie) dazu. Nach Karl Hörmann (1969, 1976) handelt es sich um „Sodomie“, wobei es sich bei Sodomie im Vollsinn um homosexuelle Betätigung handelt. Nach Franz Xaver Linsenmann (1878) handelt es sich um „vollendete widernatürliche Unzucht“, aber auch um „Mangel an Barmherzigkeit gegen Arme und rohe Beschimpfung der Fremden, um dem Zuströmen der Fremden Einhalt zu tun“. Der Freiburger Moraltheologe Anton Koch zählte 1910 alle sexuellen Handlungen dazu, die den Zweck haben, die Fortpflanzung zu vereiteln (Naturwidrigkeit). Josef Scharbert sah 1985 die eigentliche Schuld der Sodomiter in der „Gewalttätigkeit, mit der sie sich über alles Recht, hier vor allem das Gastrecht, hinwegsetzen und Mitmenschen wider alles Recht und alle Sitte zwingen, ihren Lüsten dienstbar zu sein.“

### Über die Seelsorge für homosexuelle Personen
Das im Oktober 1986 verfasste Schreiben an die Bischöfe der Katholischen Kirche über die Seelsorge für homosexuelle Personen der Glaubenskongregation ist eine pastorale Instruktion über den Umgang mit Homosexuellen in der Seelsorge. Es sollte etwaige Ambiguitäten bezüglich der Toleranz homosexueller Orientierung ausräumen, die von Persona Humana ausgingen und hatte einen besonderen Fokus auf die Kirche in den Vereinigten Staaten, wo der Einfluss von Homosexualität befürwortenden Gruppen und Klerikern gewachsen war.
Im Schreiben wird ausgeführt, dass homosexuelle Orientierung zwar keine Sünde sei, aber eine Tendenz zu „moralisch schlechten“ homosexuellen Handlungen mit sich bringt und daher als „objektive Unordnung“, die von der Norm der naturgegebenen Dinge abweicht, betrachtet werden müsse.
Robert J. Dempsey führt einen Vergleich mit Kleptomanie an, die zwar nicht in sich sündhaft ist, aber eine objektive Störung, die zu moralisch falschen Handlungen führt. Niemand wähle für sich selbst, Kleptomane zu sein und niemand wolle dies sein. Und je zwanghafter diese psychische Störung ist, desto geringer sei die Schuldfähigkeit dadurch hervorgerufener Handlungen. Dennoch könne man Kleptomanen keine Erlaubnis zu beliebigem Stehlen geben, ihnen ein natürliches oder verfassungsgemäßes Recht auf Diebstahl zusprechen oder Kleptomanie einfach als alternative Form menschlichen Lebens festschreiben.
Siker interpretiert dies, dass homosexuelle Identität nicht gefeiert werden oder angemessen mit Stolz erfüllen könne.
Physische oder verbale Gewalt gegen Homosexuelle wird klar verurteilt.
Das Schreiben weist außerdem darauf hin, dass es schädlich ist, homosexuelle Handlungen als moralisch äquivalent zu heterosexuellen Handlungen im ehelichen Geschlechtsverkehr zu akzeptieren und warnt die Bischöfe, keine Organisationen zu unterstützen, die der kirchlichen Lehre zur Homosexualität widersprechen und somit nicht wirklich katholisch wären.:223
Als unmittelbare Konsequenz untersagten mehrere amerikanische Bischöfe der Organisation DignityUSA in katholischen Kirchen Gottesdienste zu feiern.

### Stellungnahmen zu Gesetzesinitiativen
Die Kongregation für Glaubenslehre schrieb im Juli 1992 an die amerikanischen Bischöfe in Bezug auf geplante Gesetzesinitiativen zur Nicht-Diskriminierung, Homosexuelle hätten als Menschen dieselben Rechte wie alle anderen Menschen. Jedoch seien dies keine absoluten Rechte, sondern sie können aufgrund eines Verhaltens, das als objektiv ungeordnet zu bezeichnen sei, zu Recht eingeschränkt werden. Dies sei zuweilen nicht nur rechtmäßig, sondern verpflichtend, und zwar nicht nur im Falle schuldigen Verhaltens, sondern auch im Falle von Handlungen geistig und körperlich kranker Menschen. So werde es ja auch akzeptiert, dass der Staat die Ausübung von Rechten beispielsweise im Falle von Krankheitsüberträgern oder geistig Kranker einschränken kann, um das Allgemeinwohl zu schützen.
Der amerikanische Moraltheologe Richard Peddicord, der 1996 eine Monographie zu Rechten für Homosexuelle veröffentlicht hatte, kam zu der Auffassung, das Schreiben sei „eine Ansammlung von Unterstellungen und mutmaßlichen Auswirkungen“, für die empirische Belege fehlten. Es werfe beispielsweise die Frage auf, warum Homosexuelle nicht Lehrer, Sportlehrer oder Soldat werden sollten. Ohne hinreichenden Grund zur Diskriminierung einer Gruppe aufzufordern, verstoße es gegen die Grundsätze der Moraltheologie und der Sozialethik.

### Rechtliche Anerkennung gleichgeschlechtlicher Lebensgemeinschaften
In einer Stellungnahme unter dem Titel Erwägungen zu den Entwürfen einer rechtlichen Anerkennung der Lebensgemeinschaften zwischen homosexuellen Personen vom 3. Juni 2003 lehnt die Kongregation für die Glaubenslehre die Anerkennung eheähnlicher, gleichgeschlechtlicher Partnerschaften ab und ruft Gläubige, besonders Politiker, zum Widerstand gegen deren Legalisierung auf.
Darin wird ausgeführt, dass die durch die Lehre geforderte „Achtung gegenüber homosexuellen Personen in keiner Weise zur Billigung des homosexuellen Verhaltens oder zur rechtlichen Anerkennung der homosexuellen Lebensgemeinschaften“ führe. Damit würde ein „abwegiges Verhalten“ legitimiert und gesellschaftsfähig gemacht sowie die als „gemeinsames Erbe der Menschheit“ betrachtete und gesellschaftlich zu schützende „eheliche Gemeinschaft als Fundament der Familie“ reduziert. Analogien zwischen gleichgeschlechtlichen Partnerschaften und „dem Plan Gottes über Ehe und Familie“ entbehrten jeglicher Grundlage. Diesen fehlten die „biologischen und anthropologischen Faktoren“, die „eine rechtliche Anerkennung solcher Lebensgemeinschaften begründen könnten“. „Die eheliche Dimension, welche die menschliche und geordnete Form der geschlechtlichen Beziehungen ausmacht“ sei nicht gegeben, ebenso die für die menschliche Sexualität ausschlaggebende Ergänzungsfunktion der Geschlechter und die Offenheit für die Weitergabe des Lebens.
Katholische Politiker werden aufgefordert, die als „schwerwiegend unsittlich“ eingestufte Gesetzgebung zugunsten gleichgeschlechtlicher Partnerschaften zu verhindern, und daran erinnert, dass „die Toleranz des Bösen etwas ganz anderes ist als die Billigung oder Legalisierung des Bösen.“
Kinder würden in homosexuellen Lebensgemeinschaften durch das Fehlen der geschlechtlichen Bipolarität in ihrer Entwicklung behindert und ihnen Gewalt angetan „in dem Sinn, dass man ihren Zustand der Bedürftigkeit ausnützt, um sie in ein Umfeld einzuführen, das ihrer vollen menschlichen Entwicklung nicht förderlich ist.“ Die wäre schwerwiegend unsittlich und widerspreche den in der UN-Kinderrechtskonvention festgeschriebenen Kinderrechten.
Hingegen kommt der Päpstliche Rat für die Gesetzestexte zu dem Schluss, dass eine nach staatlichem Recht durchgeführte Stiefkindadoption durch den gleichgeschlechtlichen Partner eines Elternteils gemäß can. 110 CIC (der staatliche Adoptionsverhältnisse anerkennt) auch für die römisch-katholische Kirche beachtlich sei. Der Rat weist insbesondere darauf hin, dass nur dadurch das Eheverbot der Adoptivverwandtschaft (can. 1094 CIC) entstehen kann. Sinn dieses Eheverbotes sei es aber, familiäre Nahbeziehungen von sexuellen Begehrlichkeiten freizuhalten, und dieser Schutz müsse auch für Kinder gelten, die in einer Regenbogenfamilie aufwachsen (unabhängig davon, wie diese Familie im Übrigen zu bewerten ist). Daher sind auch beide gleichgeschlechtlichen Eltern in den Taufeintrag des Kindes aufzunehmen.
In dem im Oktober 2020 uraufgeführten Dokumentarfilm Francesco des Regisseurs Jewgeni Afinejewski über Leben und Wirken des Papstes sprach sich Papst Franziskus für eingetragene Partnerschaften aus, die homosexuellen Paaren rechtliche Anerkennung und Absicherung verschafften: „Sie sind Kinder Gottes und haben das Recht auf eine Familie. Niemand sollte wegen so etwas ausgeschlossen oder unglücklich werden.“ Dessen ungeachtet erklärte die Kongregation für die Glaubenslehre am 15. März 2021 mit dem Dokument Responsum ad dubium der Kongregation für die Glaubenslehre über die Segnung von Verbindungen von Personen gleichen Geschlechts, dass zwar die Segnung einzelner homosexueller Personen möglich sei, die Segnung gleichgeschlechtlicher Verbindungen aber in jedem Fall ausgeschlossen werde. Erzbischof Giacomo Morandi war maßgeblich für dieses Dokument der Glaubenskongregation verantwortlich. Der Ton des Dokuments war als schroff und Morandi als „Scharfmacher“ bewertet worden. Anders als behauptet hatte er den Papst nur summarisch über den Vorgang informiert. Am 10. Januar 2022 ernannte ihn Papst Franziskus zum Bischof von Reggio Emilia-Guastalla und verlieh ihm den persönlichen Titel eines Erzbischofs. In einem Bericht der Frankfurter Allgemeinen Zeitung vom 14. Januar 2022 wurde gemutmaßt, dass es sich bei dieser „Versetzung vom Vatikan in die italienische Provinz“ um die Entfernung Morandis wegen des Dokuments Responsum ad Dubium aus der Glaubenskongregation handele. Denn hätte Franziskus den vollen Wortlaut gekannt, wäre das Schreiben so wohl nicht veröffentlicht worden.

### Segnung
Das vatikanische Dikasterium für die Glaubenslehre erklärte am 18. Dezember 2023 in der von Papst Franziskus approbierten Erklärung „Fiducia supplicans über die pastorale Sinngebung von Segnungen“ („flehendes Vertrauen“, benannt nach dem Incipit), es gebe eine „Möglichkeit der Segnung von Paaren in irregulären Situationen und von gleichgeschlechtlichen Paaren, deren Form von den kirchlichen Autoritäten nicht rituell festgelegt werden darf, um keine Verwechslung mit dem dem Ehesakrament eigenen Segen hervorzurufen. In diesen Fällen wird ein Segen gespendet, der nicht nur einen aufsteigenden Wert hat, sondern auch die Anrufung eines herabsteigenden Segens von Gott selbst für diejenigen ist, die sich als mittellos und seiner Hilfe bedürftig erkennen und nicht die Legitimation ihres eigenen Status beanspruchen, sondern darum bitten, dass alles, was in ihrem Leben und ihren Beziehungen wahr, gut und menschlich gültig ist, durch die Gegenwart des Heiligen Geistes bereichert, geheilt und erhöht wird.“ Priester und Diakone dürfen demnach homosexuelle (und unverheiratete heterosexuelle) Personen segnen, die sich in von der Kirche als irregulär bezeichneten Beziehungen befinden. Die Beziehung als solche darf allerdings nach wie vor nicht gesegnet werden (nur Menschen in den Beziehungen). Der Segen darf nicht im Rahmen eines Gottesdienstes erteilt werden, und eine Verwechslung mit einer Eheschließung muss ausgeschlossen werden. Der Präfekt des Dikasteriums, Kardinal Víctor Manuel Fernández, wies im Vorwort der Erklärung darauf hin, dass es sich dabei um ein weiterentwickeltes Verständnis des Segens handele, so dass es entgegen früheren Regelungen nun möglich sei, Personen die sich in irregulären Situationen befinden, segnen zu können, ohne deren Beziehung offiziell zu konvalidieren oder die beständige Lehre der Kirche über die Ehe in irgendeiner Weise zu verändern.

## Auswirkungen
Die Kirche differenziert zwischen ihrer Meinung nach gerechtfertigten und ungerechtfertigten Zurücksetzungen. Letztere betrachtet sie als Diskriminierung und lehnt sie ab, so etwa die Ablehnung strafrechtlicher Verfolgungen von Homosexualität, wie die Stellungnahme gegen einen Gesetzentwurf in Uganda, der die Todesstrafe für Homosexualität „in besonders schweren Fällen“ vorsieht sowie die Bestrafung jener, die solche Menschen nicht anzeigen.
In bestimmten Fällen werden aber Zurücksetzungen als gerechtfertigt betrachtet. So sind nach Meinung der Kirche Menschen mit homosexueller Neigung in bestimmten Aufgaben der Kirche nicht einzusetzen: Die Österreichische Bischofskonferenz nennt hier als Beispiele Erziehung und Ausbildung, ebenso wie das Schreiben der Glaubenskongregation von 1992 an die amerikanischen Bischöfe, welches zusätzlich das Militär nennt. Der lettische Kardinal Jānis Pujats forderte im Dezember 2007 im Namen aller katholischen Gläubigen des Landes die Parteien in einem offenen Brief auf, Homosexuellen den Zugang zu öffentlichen Ämtern grundsätzlich zu verwehren.
Auch können Menschen, welche die tragenden Grundsätze der kirchlichen Glaubens- und Sittenlehre im außerdienstlichen Bereich nicht einhalten, nicht im kirchlichen Dienst tätig sein bzw. sollten daraus entlassen werden. Die Kündigung erfolgt in diesem Fall, weil der Lebenswandel nicht mehr tragbar erscheint; fachliche Qualifikation und Qualität der Arbeit spielen dabei keine Rolle. Neben einem unkeuschen Lebenswandel können auch ein Kirchenaustritt, öffentliches Eintreten für die Legalisierung von Abtreibung oder öffentliche Kritik an der Haltung zu Verhütungsmitteln dazu führen. Für Kleriker und Ordensangehörige gilt hier das kirchliche Recht, für sonstige Bedienstete der Kirche und ihr nahestehender Betriebe ein abgeändertes Arbeitsrecht. Neben der Kirche und den Religionslehrern fallen darunter auch alle privatrechtlichen Organisationen, die als „Wesens- und Lebensäußerung“ der Kirche gelten, von der Caritas und Entwicklungshilfeorganisationen über Kindergärten und Kindertagesstätten, Krankenhäusern, Alters- und Pflegeheimen, Behindertenbetreuung, Schulen, Internaten, Ferienheimen bis zur Kirchenzeitung. Manchmal gibt es auch schriftliche Vereinbarungen zur „absoluten Verschwiegenheit“. Einschränkend wirkt jedoch Art. 4 Abs. 2 der EU-Richtlinie 2000/78/EG vom 27. November 2000, nach der eine Kündigung nur zulässig ist, „wenn die Religion oder die Weltanschauung dieser Person nach der Art dieser Tätigkeiten oder der Umstände ihrer Ausübung eine wesentliche, rechtmäßige und gerechtfertigte berufliche Anforderung angesichts des Ethos der Organisation darstellt.“ Im Falle eines Widerspruchs zwischen dem nationalen Recht und einer Richtlinie müssen die nationalen Gerichte das nationale Recht so auslegen, dass Widersprüche zur Richtlinie möglichst vermieden werden. Unter diesen Voraussetzungen klagte ein langjähriger Mitarbeiter des Kolpingwerkes in erster Instanz erfolgreich gegen seine fristlose Entlassung.
Partner einer bekannt gewordenen eingetragenen Lebenspartnerschaft müssen im kirchlichen Dienst ebenso wie wiederverheiratete Geschiedene mit einer Kündigung rechnen, da dies als nicht übereinstimmend mit der Lehre der Kirche gilt. In Deutschland dürfen die Meldebehörden den Familienstand an die zutreffende öffentlich-rechtliche Religionsgesellschaft zum Zwecke der Steuererhebung mitteilen. Da die Lebenspartnerschaft aber keine kirchensteuerliche Folgen hat, müssen sie dies nicht tun. Wenn schutzwürdige Interessen des Betroffenen beeinträchtigt werden, etwa wenn durch die Übermittlung der Daten die Existenzgrundlage entzogen wird, müssen die Meldebehörden einen Widerspruch gegen die Weitergabe der Daten beachten. Im Mai 2015 hob die Deutsche Bischofskonferenz die Erklärung zur Unvereinbarkeit von Lebenspartnern nach dem Lebenspartnerschaftsgesetz mit den Loyalitätsobliegenheiten nach der Grundordnung des kirchlichen Dienstes im Rahmen kirchlicher Arbeitsverhältnisse vom 24. Juni 2002 auf, der entsprechende Passus in der Grundordnung des kirchlichen Dienstes im Rahmen kirchlicher Arbeitsverhältnisse wurde aber nur insoweit gelockert, als die Eingehung einer Lebenspartnerschaft weiterhin einen Loyalitätsverstoß darstelle, analog zur Wiederverheiratung aber nur noch in Ausnahmefällen geahndet werde.
Nach Can. 1184 des CIC von 1983 kann das kirchliche Begräbnis öffentlichen Sündern verweigert werden, die nicht vor dem Tod irgendwelche Zeichen der Reue gegeben haben, wenn dies nicht ohne öffentliches Ärgernis bei den Gläubigen gewährt werden kann. Nach Can. 1185 muss in so einem Fall auch jegliche Begräbnismesse verweigert werden. Im kalifornischen San Diego beispielsweise verbot Bischof Robert H. Brom im Jahre 2005 allen Gemeinden der Diözese, ein Begräbnis für den an einem Herzanfall verstorbenen 31-jährigen John McCusker zu gewähren, da seine Geschäftsaktivitäten nicht mit der katholischen Lehre vereinbar seien und man einen Skandal verhindern wolle.
Nach Can. 1095 Nr. 3 des CIC von 1983 sind jene unfähig, eine Ehe zu schließen, „die aus Gründen der psychischen Beschaffenheit wesentliche Verpflichtungen der Ehe zu übernehmen nicht imstande sind.“ Dies ist auch bei „psycho-sexuellen Anomalien wie Homosexualität, Lesbianismus[sic], Masochismus“ der Fall. Nach Lehre der römisch-katholischen Kirche ist eine Ehe unauflöslich; jedoch kann die Ungültigkeit einer Ehe festgestellt werden, wenn zum Zeitpunkt der Hochzeit ein Ehehindernis, hier eines aus der Kategorie der Ehewillensmängel, bestanden hat. Ob homosexuelle Neigungen, ob praktiziert oder nicht, einen Ehenichtigkeitsgrund darstellen, hängt von der Intensität dieser Neigungen ab.
Der Heilige Stuhl versuchte, den World Pride 2000 in Rom verbieten zu lassen oder sonst zu verhindern. Im Vorfeld des World Pride 2005/2006 in Jerusalem nahm der apostolische Nuntius, Pietro Sambi, am 30. März 2005 mit anderen christlichen sowie jüdischen und muslimischen Geistlichen an einer außergewöhnlichen Pressekonferenz teil, bei der die Absage der Demonstration gefordert wurde und andernfalls ein Untergang Jerusalems vorhergesagt wurde. Am 6. Juli 2006 lud der neu ernannte Nuntius Antonio Franco den Bürgermeister in seine Residenz und machte deutlich, dass es für die Kirche nicht hinnehmbar sei, dass in Jerusalem Homosexuelle öffentlich demonstrieren. Der Bürgermeister bedauerte, dass ihm rechtlich die Hände gebunden seien. Und am 8. November 2006 forderte der Heilige Stuhl Israel auf, die Parade zu verbieten. Die Meinungsfreiheit habe Grenzen, insbesondere dann, wenn sie das religiöse Empfinden von Gläubigen beleidige. Erzbischof Antonio Mennini, der Nuntius in der Russischen Föderation, unterstützte im April 2006 das Moskauer Demonstrationsverbot für Homosexuelle. Er hielt es für eine weise Entscheidung, da für jede vernünftige Person klar sei, dass dies zu Spannungen in der russischen Gesellschaft führen würde, möglicherweise sogar zu Gewalt, welche auf jeden Fall unakzeptabel ist.
In Kalifornien gab es die zivilrechtliche gleichgeschlechtliche Ehe. Gegner initiierten ein Referendum, das unter dem Namen Proposition 8 (2008) bekannt wurde. Als Argumente wurden angeführt, dass eine zivilrechtliche Ehe zwischen zwei Personen verschiedenen Geschlechts „eine essentielle Institution der Gesellschaft“ sei. Das Beibehalten des Gesetzes würde darin münden, dass „in öffentlichen Schulen den Kindern gesagt werden würde, dass gleichgeschlechtliche Heirat okay sei“ und dass Homosexuelle „die Ehe für jeden neu definieren“ würden. Für die Kampagnen wurden 39,9 Millionen Dollar für und 43,3 Millionen Dollar gegen Proposition 8 gesammelt, was sie zur bis dahin höchstdotierten Wahlkampagne in einem amerikanischen Bundesstaat machte und auch jede bisherige Kampagne in den Vereinigten Staaten übertraf, ausgenommen den Präsidentenwahlkampf. Der Erzbischof von San Francisco, George Niederauer, lud die Kirche Jesu Christi der Heiligen der Letzten Tage ein, die Kampagne für Proposition 8 zu unterstützen. Die Bischofskonferenz der Vereinigten Staaten spendete 200.000 Dollar, und die Kolumbusritter waren mit 1,4 Millionen Dollar der größte Einzelspender.

## Homosexualität und Priesteramt
In der Instruktion Religiosorum Institutio der Kongregation für die Institute geweihten Lebens und für die Gesellschaften apostolischen Lebens von 1961 heißt es, dass die Zulassung zu den Ordensgelübden und die Ordination jenen verweigert werden soll, die an üblen Tendenzen zur Homosexualität oder Päderastie leiden, denn für sie würde das gemeinsame Leben und das priesterliche Amt eine ernsthafte Gefahr darstellen. In der Instruktion über Kriterien zur Berufungsklärung von Personen mit homosexuellen Tendenzen im Hinblick auf ihre Zulassung für das Priesterseminar und zu den heiligen Weihen aus dem Jahr 2005 wird ausgeführt, dass die Kirche diejenigen, „die Homosexualität praktizieren, die tiefsitzende homosexuelle Tendenzen aufweisen oder eine sogenannte homosexuelle Kultur unterstützen“, nicht als Kandidaten für ein Priesterseminar oder zu den Weihen zulassen könne.
Die Verteilung der sexuellen Orientierung unter katholischen Priestern ist bisher nur geschätzt worden. Unklar ist, nach welchem Verfahren diese Schätzungen vorgenommen wurden. Es existieren unterschiedlich hohe Schätzungen verschiedener Theologen, die ohne Angabe ihrer methodischen Vorgehensweise den Anteil auf zwischen 20 und 60 % einschätzen. Für die Römisch-katholische Kirche in den Vereinigten Staaten wird der Anteil der homosexuellen Priester zwischen 25 und 50 % geschätzt. Laut einer 2002 veröffentlichten amerikanischen Studie gaben 7 % der befragten Priester, die ihr Amt niederlegten, als Grund an, dass sie sich als Homosexuelle nicht hinreichend verstanden oder unterstützt fühlten, doch stellt der Autor der Studie zugleich fest, dass die Wahrscheinlichkeit, dass homosexuelle Priester ihr Amt niederlegten, deutlich geringer sei als bei heterosexuellen.
Papst Franziskus erklärte im Juli 2014 auf Fragen von Journalisten, über schwule Priester werde er wegen ihrer sexuellen Orientierung kein Urteil fällen.

## Rezeption
Kritik an der Lehre der katholischen Kirche üben verschiedene Organisationen. In Deutschland existiert auch eine ökumenische Arbeitsgruppe Homosexuelle und Kirche, in der sowohl römisch-katholische als auch evangelische Christen zusammenarbeiten, und die die Einstellung vertritt, dass „die Beschränkung der Legitimität sexuellen Handelns auf die Möglichkeit der Fortpflanzung“ eine „Engführung“ sei. Sie entspreche wohl christentümlichen Traditionen, aber nicht christlichen Prinzipien. DignityUSA und Call to Action, beide in den Vereinigten Staaten beheimatet, vertreten ähnliche Positionen, sind jedoch rein römisch-katholisch in ihrer Mitgliedschaft.
Auf der anderen Seite gibt es auch Organisationen, wie Courage International, die die Lehre der Kirche vertreten und sexuelle Enthaltsamkeit für Homosexuelle propagieren.
Bei einer Stichprobenuntersuchung im überwiegend römisch-katholischen Österreich, bei der homo- und bisexuelle Probanden (abk. SLB, n = 358, 67 % Männer, 33 % Frauen) aus den Bundesländern Salzburg, Oberösterreich und der Steiermark befragt wurden, zeigten sich gegenüber einer nach den Merkmalen Alter, Geschlecht und Bildung parallelisierten heterosexuellen Kontrollgruppe (abk. HES n=267) und dem österreichischen Durchschnitt statistisch signifikante Unterschiede. Vor allem ist dies darauf zurückzuführen, dass sich in der Untersuchungsstichprobe weniger römisch-katholische Teilnehmer (SLB: 51 %, HES: 72 %, Ö: 74 %) und mehr ohne Zugehörigkeit zu einer Glaubensgemeinschaft (SLB: 39 %, HES: 19 %, Ö: 12 %) befanden. Auch die Verbundenheit mit der Glaubensgemeinschaft war in der SLB-Gruppe signifikant geringer als in der Kontrollgruppe. Religiosität gilt als ein protektiver Faktor für Suizidalität. In der Untersuchung zeigte sich, dass einerseits Personen, die keiner Glaubensgemeinschaft angehörten, gehäuft Suizidversuche angaben, andererseits aber – so die begleitende Studie – die Zugehörigkeit zu einer Glaubensgemeinschaft für Mitglieder der SLB-Gruppe auch ein Risikofaktor sei, da die internalisierte Homophobie mit der Stärke des Zugehörigkeitsgefühls zu einer Glaubensgemeinschaft ansteige. Bei einer Untersuchung über schwule und lesbische ehemalige Schüler amerikanischer katholischer High Schools zeigte sich, dass viele durch die Erfahrungen in der Schule ihren Glauben nicht mehr praktizierten und sogar sehr wütend über die Kirche seien.
Im Memorandum Kirche 2011: Ein notwendiger Aufbruch fordern über 310 katholische Theologen, vorwiegend aus Deutschland, der Schweiz und Österreich, unter anderem den Respekt und die Anerkennung von Menschen in gleichgeschlechtlichen Partnerschaften.
2013 führte die Kongregation für die Glaubenslehre unter Papst Franziskus in Vorbereitung der außerordentlichen Bischofssynode zu den pastoralen Herausforderungen der Familie im Kontext der Evangelisierung eine Befragung durch. Unter anderem befürwortete in dieser Befragung die Mehrheit im Bistum Essen unter anderem eine Segnung gleichgeschlechtlicher Paare. In der Schweiz ergab die Befragung, dass 60 Prozent der Befragten sich eine Anerkennung und Segnung gleichgeschlechtlicher Partnerschaften wünschen. Allerdings zeige sich hier eine Polarisierung zwischen entschiedener Ablehnung und klarer Zustimmung.
Im Mai 2015 befürwortete das Zentralkomitee der deutschen Katholiken die Segnung gleichgeschlechtlicher Paare, hob aber zugleich die Bedeutung von Ehe und Familie hervor. Der Vorsitzende der Deutschen Bischofskonferenz, Reinhard Kardinal Marx, rügte die Erklärung mit der Feststellung, dass sie weder eine theologische Debatte noch den innerkirchlichen Dialog fördere, da sie Forderungen enthalte, die theologisch „so nicht akzeptabel“ seien. Die Forderung nach einer Segnung gleichgeschlechtlicher Partnerschaften […] sei mit Lehre und Tradition der Kirche nicht vereinbar. Die Forderung nach einer „vorbehaltlosen Akzeptanz“ des Zusammenlebens in gleichgeschlechtlichen Partnerschaften widerspreche ebenfalls der Lehre und Tradition der Kirche.
Im Dezember 2015 erklärte der Bund der Deutschen Katholischen Jugend der Erzdiözese Köln in einem Antrag auf der Diözesanvollversammlung, dass auch homosexuelle Menschen verantwortungsbewusst mit Sexualität umgingen. Das katholische Lehramt vertrete die Heterosexualität als Norm.
Aus theologischer Perspektive wird vom Kölner Theologen Georg Dietlein betont, der Umgang mit homosexuell empfindenden Personen dürfe nicht auf eine moralische („schwere Sünde“) oder wertende Ebene („objektiv ungeordnet“) verengt werden. Vielmehr sei ein eigener pastoraler Ansatz zum Umgang mit homosexuell empfindenden Personen erforderlich. Ausgangspunkt sei dabei die Selbst-Annahme der eigenen geschlechtlichen Identität und die Integration dieser Identität in die eigene Person, wobei jeweils die Botschaft des Evangeliums als etwas Positives herauszustellen sein.

## Einzelne Stellungnahmen
Die Erwägungen zu den Entwürfen einer rechtlichen Anerkennung der Lebensgemeinschaften zwischen homosexuellen Personen vom 3. Juni 2003 erfuhr in Deutschland verschiedene Reaktionen: Der Grünen-Politiker Volker Beck bezeichnet sie als „Dokument eines engstirnigen Fanatismus“ und „die Liebe zu bekämpfen“ als Fehler. FDP-Chef Guido Westerwelle nannte es einen „Beitrag aus einem völlig überholten Gesellschaftsbild“ und forderte, die Kirche solle mehr „auf ihre Gläubigen […] und auf das, was sich in der Gesellschaft entwickelt“ hören. Der stellvertretende CDU/CSU-Fraktionschef Wolfgang Bosbach zeigte sich dagegen wenig überrascht, da die Kirche bereits zuvor diese Lehre vertreten hatte, und ging davon aus, „daß jeder katholische Abgeordnete die Worte des Heiligen Vaters bei seiner Entscheidungsfindung berücksichtigen wird.“
Im Zusammenhang mit Homosexualität sprach der frühere Vorsitzende der Deutschen Bischofskonferenz, Erzbischof Robert Zollitsch, von einer „Veranlagung“ und einer „gesellschaftlichen Realität“. Die Bezeichnung Ehe lehnte er für gleichgeschlechtliche Partnerschaften in diesem Zusammenhang ab. Der irische Bischof Willie Walsh bedauerte im November 2009 die Haltung der Kirche zum Thema Homosexualität.
Als emeritierter Bischof von Pistoia hat Simone Scatizzi 2010 dazu aufgerufen, Homosexuellen das Sakrament der Eucharistie zu verweigern, weil die „offen bekundete Homosexualität“ eine Sünde sei, die den Empfang der Kommunion unmöglich mache. Er betonte aber die Notwendigkeit eines barmherzigen Umgangs mit Homosexuellen, da einzig Gott richten könne.
Der damalige Kardinalstaatssekretär des Vatikans und nach dem Papst höchster Amtsträger des katholischen Staates, Kardinal Tarcisio Bertone, äußerte 2010 bei einem Besuch in Chile die Auffassung, der Zölibat habe nichts mit sexuellem Missbrauch in der römisch-katholischen Kirche zu tun, Homosexualität jedoch schon. Experten hätten gezeigt, dass es eine Beziehung zwischen Homosexualität und Pädophilie gebe. Für diese Aussage wurde er in Italien vielfach kritisiert.
Im April 2010 nannte der Essener Bischof Franz-Josef Overbeck in einer Talkshow von Anne Will Homosexualität eine Sünde. In einem Gespräch mit Vertretern von Homosexuellen-Organisationen erklärte er später, nicht die Absicht gehabt zu haben, Homosexuelle zu diskriminieren; 2019 revidierte er seine früheren Aussagen völlig und äußerte, dass er Homosexualität heute anders bewerte.
Mit Verweis auf die Äußerungen Bertones und (die früheren) Overbecks rief 2010 der katholische Theologe David Berger die Kirche auf, „ihr Verhältnis zur Homosexualität zu erneuern“, und kündigte sein kirchliches Arbeitsverhältnis.
Im August 2010 erklärte der Pressesprecher des Bistums Mexiko-Stadt, Homosexualität richte schlimmeren Schaden an als der Drogenhandel.
In seinem im November 2010 erschienenen Buch nennt Papst Benedikt XVI. unter den Einzelfällen, bei denen Kondome verwendet werden dürften, männliche Prostituierte.
Der schweizerische Bischof Felix Gmür duldet seit einigen Jahren im Bistum Basel die Segnung gleichgeschlechtlicher Paare.
Im Februar 2014 wandte sich der irische Erzbischof des Erzbistums Dublin Diarmuid Martin gegen Homophobie in der irischen römisch-katholischen Kirche und bezeichnete Menschen, die homosexuellen Menschen nicht mit Liebe begegnen, als homophob und gottesfeindlich. Er wandte sich jedoch gegen die gleichgeschlechtliche Ehe, über die 2015 in einem Referendum abgestimmt werden soll.
Papst Franziskus äußerte sich im März 2014 zu homosexuellen Paaren in den Medien und erklärte, dass Partnerschaften jeweils unterschiedlich betrachtet und in ihrer Vielfalt gesehen werden müssten. Zugleich bestätigte er jedoch die kirchliche Lehre, der zufolge die Ehe nur zwischen einem Mann und einer Frau möglich ist. Im Juni 2016 forderte der Papst, die Kirche solle sich für die Ausgrenzung und Diskriminierung Homosexueller entschuldigen; im Oktober 2016 erklärte er, Transsexuelle dürften nicht ausgegrenzt werden, sie sollten „… von den Gemeinden integriert, begleitet und ‚näher zu Gott‘ geführt werden. … Genau das würde Jesus heutzutage tun.“
Lewis Zeigler, Erzbischof von Monrovia, behauptete während der Ebolafieber-Epidemie 2014 in Westafrika, Homosexualität sei für die Seuche ursächlich gewesen. Er war damit der höchstrangige römisch-katholische Unterzeichner einer entsprechenden überkonfessionellen Erklärung christlicher Würdenträger.
Bei der ersten Synodalversammlung des Synodalen Wegs der katholischen Kirche in Deutschland forderte der Erzbischof von Hamburg, Stefan Heße, am 1. Februar 2020 neue Wege zur Beurteilung der Homosexualität. Wenn es im katholischen Katechismus (Nr. 2358) heiße, man müsse homosexuellen Menschen mit Respekt begegnen, so sei dies aus einer Perspektive von oben herab formuliert und entspreche nicht einer Begegnung auf Augenhöhe.
Auf der vierten Synodalversammlung wurde schließlich am 9. September 2022 der Handlungstext „Lehramtliche Neubewertung von Homosexualität“ mit einer Mehrheit von 92 Prozent der Delegierten und 83 Prozent der Bischöfe angenommen, nachdem zuvor ein Grundsatztext zu derselben Thematik an der 2/3-Mehrheit der Bischöfe gescheitert war. Der Handlungstext hält fest (Nr. 6): „Verantwortete genitale Sexualität in Beziehungen zu einer anderen Person orientiert sich an der Achtung der Würde und der Selbstbestimmung, der Liebe und der Treue, der Verantwortung füreinander sowie den je spezifischen Dimensionen von Fruchtbarkeit. Sie vollzieht sich in Beziehungen, die auf Ausschließlichkeit und auf Dauer angelegt sind. Gleichgeschlechtliche – auch in sexuellen Akten verwirklichte – Sexualität ist damit keine Sünde, die von Gott trennt, und sie ist nicht als in sich schlecht zu beurteilen. Sie ist vielmehr an der Verwirklichung der genannten Werte zu messen.“

## Künstlerische Thematisierung

### Film
- Der Priester, 1994, Regie: Antonia Bird, mit Linus Roache, Robert Carlyle
- Im Namen des Vaters, 2013, Regie: Malgoska Szumowska, mit Andrzej Chyra